# Joseph Hesse von Hessenthal
Joseph Karl Johann Hesse Edler von Hessenthal (* 8. März 1785 in Welmschloß; † 25. Juli 1849 in Bad Ems) war ein preußischer Generalmajor.

## Leben

### Herkunft
Joseph war der Sohn von Thadäus Hesse von Hessenthal und dessen Ehefrau Johanna, geborene von Newalther († um 1820). Sein Vater war Gubernalrat sowie Staatsbuchhalter des Königreichs Böhmen und hatte am 12. Januar 1805 den erbländisch-österreichischen Adelsstand als Edler von Hessenthal erhalten.

### Militärkarriere
Hesselthal erhielt seine schulische Bildung in Komotau und Prag. Im Jahr 1800 meldete er sich freiwillig für ein österreichisches Freikorps in Prag. 1801 kam er dann nach Wien und wurde Kadett in der Ingenieurakademie. Dort avancierte er Anfang November 1805 zum Leutnant und kämpfte noch im Dritten Koalitionskrieg. Im Jahr 1807 kam er als Stabshauptmann in das Mineurkorps. Im Fünften Koalitionskrieg wurde Hessenthal durch Granatsplitter vor Komotau verwundet. Nach dem Krieg nahm er am 17. Januar 1811 seinen Abschied und widmete sich der Landwirtschaft.
Mit Beginn der Befreiungskriege trat Hessenthal in preußische Dienste und wurde am 22. April 1813 Sekondeleutnant im Ingenieurkorps angestellt. Er nahm dann an der Blockade von Glogau teil, wurde Anfang Januar 1814 Premierleutnant und am 2. März 1814 zum Chef einer Pionierkompanie ernannt.
Nach dem Krieg stieg Hessenthal am 24. April 1816 zum Kapitän II. Klasse auf, rückte am 25. August 1818 zum Kapitän I. Klasse in der 2. Ingenieur-Brigade auf und wurde am 10. August 1821 zum Kommandeur der 3. Pionierabteilung ernannt. In dieser Stellung avancierte er Ende Juni 1829 zum Major. Am 29. April 1831 wurde Hessenthal Kommandeur des Garde-Pionier-Bataillons sowie Mitglied der Prüfungskommission für Ingenieur-Kapitäne II. Klasse. Im Jahr 1835 erhielt er den Sankt-Stanislaus-Orden III. Klasse und das Kommandeurkreuz des Ritterordens der hl. Mauritius und Lazarus.
Am 18. April 1837 beauftragte man ihn mit der Wahrnehmung der Geschäfte der 1. Pionier-Inspektion und ernannte Hessenthal am 14. Januar 1838 zum Inspekteur. Aber schon am 24. März 1838 kam er in gleicher Stellung zur 1. Festungs-Inspektion. Am 30. März 1840 erfolgte seine Beförderung zum Oberstleutnant und am 30. Oktober 1841 wurde Hessenthal mit dem Roten Adlerorden III. Klasse mit Schleife ausgezeichnet. Als Oberst ernannte man ihn am 12. Mai 1842 zum Inspekteur der 2. Pionier-Inspektion und im Jahr darauf erhielt er das Ritterkreuz des sächsischen Zivilverdienstordens. Am 26. Februar 1846 wurde mit der Wahrnehmung der Geschäfte der 2. Ingenieur-Inspektion beauftragt und am 5. Oktober 1846 zum Inspekteur ernannt. Unter Verleihung des Charakters als Generalmajor wurde Hessenthal am 3. März 1848 mit Pension zur Disposition gestellt. Er starb am 25. Juli 1849 in Bad Ems und wurde dort am 27. Juli 1849 begraben.

### Familie
Hessenthal heiratete am 16. Januar 1815 in Neiße Auguste Amalie von Blumenthal (1775–1853). Ihre Schwester Friederike Wilhelmine Luise war mit dem Generalleutnant Christoph August Gustav Wilhelm von Sack verheiratet. Aus seiner Ehe gingen eine Tochter und der spätere Oberförster Robert Julius Karl (1815–1897) hervor, der Ida Luise Christiane Morgenstern (1824–1850) ehelichte.